# Малый Кусмор
Малый Кусмор — упразднённое село в Касимовском районе Рязанской области.

## Географическое положение
Малый Кусмор располагался в 22 километрах к юго-востоку от райцентра города Касимова и в 12 километрах от Елатьмы, на правом берегу р. Вахтанки правом притоке р. Унжи (левый приток р. Оки).
Ближайшие населённые пункты — село Большой Кусмор (в настоящее время включает в себя бывшую территорию Малого Кусмора), Новая Деревня.

## История
Малый Кусмор возник в конце XVIII в. путём выделения из с. Кусмор, которое стало называться Большой Кусмор. Название — предположительно мещерского или мордовского происхождения (эти народы проживали в данной местности во времена Касимовского ханства). Помещица Н. Нарышкина переселила часть крестьян из села Кусмор (ныне Большой Кусмор) в новое поселение. Они находились в половине версты друг от друга и разделялись р. Вахтанкой.
Село именовалось в XIX веке — середине XX века Малые Кусморы, с середины XX века Малый Кусмор. Также в источниках именовалась Малый Кусмар (Тамбовская губерния. Список населённых мест по сведениям 1862 г., стр. 40), Мало-Кусмор (Адрес-календарь и справочная книжка Тамбовской губернии 1914 г., стр. 248).
В селе существовал церковный приход Успения Пресвятой Богородицы, к которому первоначально были приписаны также селения Лазарево, Полутино, Ларино, Мерлино.
В середине 19 в. (ближе к крестьянской реформе 1861 г.) крестьяне в селе принадлежали Николаю Фёдоровичу Голицыну и Николаю Фёдоровичу Бахметьеву.
До 1923 года село входило в состав Мало-Кусморской волости Елатомского уезда Тамбовской губернии. В 1929—1963 годах входило в состав Елатомского района Рязанской области.
Ближе к концу 20 в. Малый Кусмор становится частью Большого Кусмора и исчезает с карт.

## Население
К 1862 году число жителей: мужского пола — 296, женского пола — 298 (Тамбовская губерния. Список населённых мест по сведениям 1862 г., стр. 40), к 1914 году — среди 407 жителей мужского пола — 198, женского пола — 209 (Адрес-календарь и справочная книжка Тамбовской губернии 1914 г., стр. 248—249).

## Инфраструктура
Личное подсобное хозяйство. В 1862 году 36 дворов.

## Транспорт
Через упразднённое село проходит автодорога 61 ОП РЗ 61К-052 Касимов — Новая Деревня — Елатьма — Савостьяново — Ардабьево — Дмитриево